# Bamseungen
Bamseungen är ett berg i Antarktis. Det ligger i Östantarktis. Norge gör anspråk på området. Toppen på Bamseungen är 1 830 meter över havet.
Terrängen runt Bamseungen är platt norrut, men söderut är den kuperad. Trakten är obefolkad. Det finns inga samhällen i närheten.